# Ulrich Kapp
Ulrich „Uli“ Kapp (* 14. April 1971 in Füssen) ist ein ehemaliger erfolgreicher deutscher Curler und der jüngere Bruder von Andreas Kapp. Er spielte für den Curling-Club Füssen, ist dreifacher Europameister und neunfacher deutscher Meister.
Der mit Partnerin Monika und zwei Kindern in München lebende Kapp kam 1982 über seinen Vater Charlie Kapp zum Curling und spielte von 1992 bis 2009 im „Team Kapp“ für den CC Füssen.
Während seiner Zeit als Obergefreiter bei der Bundeswehr fand er in der Sportfördergruppe Sonthofen optimale Trainingsbedingungen. Zu dieser Zeit schrieb er ein Fachbuch zum Thema Curling.
Nach dem enttäuschenden Abschneiden der deutschen Curler bei der Europameisterschaft 2009 in Aberdeen, bei der Uli Kapp nach langer Verletzungspause nur als Ersatzmann dabei war, wurde er für die Olympischen Winterspiele in Vancouver endgültig von seinem Bruder Andreas Kapp aus dem Team ausgeschlossen. Daraufhin beendete er seine erfolgreiche Curling-Karriere. Als Nachfolger ist Daniel Herberg ins Team Kapp nachgerückt.
Aktuell ist er als Berater und Jurist sowie als Sportkommentator bei Eurosport und Premiere tätig.

## Erfolge
- Europameister 1991, 1992, 1997
- 2. Platz Weltmeisterschaft 1997, 2007
- 3. Platz Weltmeisterschaft 1994, 1995, 2005
- Deutscher Meister 1994, 1995, 1997, 1999, 2000, 2001, 2005, 2007, 2008